# Rich Peppiatt
Rich Peppiatt és un escriptor i director de cinema anglès. És conegut per les pel·lícules Kneecap i One Rogue Reporter.
Després de graduar-se a la Universitat de Warwick, Peppiatt va treballar com a periodista en diversos diaris. Va guanyar notorietat el 2011, quan la seva carta de renúncia al propietari del Daily Star Richard Desmond, acusant el diari d'islamofòbia i periodisme poc ètic, es va filtrar a The Guardian. Es va convertir en un destacat crític del periodisme de tabloide, aportant proves a la investigació Leveson sobre l'ètica de premsa.
Peppiatt va convertir les seves experiències com a periodista i les seves conseqüències de la seva renúncia en un espectacle de monòleg còmic anomenat One Rogue Reporter, que es va estrenar el 2012 al Festival Fringe, un festival alternatiu que es celebra durant el Festival d'Edimburg. Després del Fringe, l'espectacle va recórrer el Regne Unit, acabant amb una actuació al Teatre Soho de Londres. L'espectacle es va transformar posteriorment en el documental One Rogue Reporter, protagonitzat per Hugh Grant, Steve Coogan i John Bishop, que es va estrenar al Sheffield DocFest el 2014 i va ser nominat a la millor pel·lícula independent als National Film Awards del Regne Unit.
El 2024 Peppiatt va escriure i dirigir la pel·lícula Kneecap, que narra l'ascens del trio de hip-hop de Belfast Kneecap. La pel·lícula està protagonitzada pels propis membres de la banda, així com d'altres actors com Michael Fassbender. La idea d'una pel·lícula va ser concebuda per primera vegada el 2019 quan Peppiatt va veure el grup actuar a Belfast. La pel·lícula es va estrenar al 2024 Festival de Sundance, guanyant el premi NEXT Audience. Kneecap també va ser seleccionada com a candidata irlandesa per optar a l'Oscar a la millor pel·lícula de parla no anglesa.